# Colecistoquinina
La colecistoquinina ({\displaystyle {\ce {CCK}}} o {\displaystyle {\ce {CCK-PZ}}}) o colecistocinina es una hormona producida en el intestino delgado, en el duodeno y el yeyuno por las células I, aunque también se libera como neurotransmisor en varias regiones cerebrales.
 Es una hormona polipeptídica secretada por estímulo del quimo, que provoca la contracción de la vesícula biliar y la secreción pancreática (o pancreocimina). También se libera la colecistoquinina en el sistema nervioso, en el hipotálamo, córtex, amígdala, hipocampo, tálamo, donde actúa como neurotransmisor.

## Características
Es una hormona polipeptídica y se han descrito varias formas moleculares que difieren en el número de aminoácidos: {\displaystyle {\ce {CCK-8}}}, {\displaystyle {\ce {CCK-33}}}, {\displaystyle {\ce {CCK-39}}} y {\displaystyle {\ce {CCK-58}}}.
Sus efectos biológicos están mediados por dos tipos de receptores acoplados a proteínas {\displaystyle {\ce {G}}} de la membrana, el {\displaystyle {\ce {CCKR1}}} y el {\displaystyle {\ce {CCKR2}}}.
Entre otras funciones, podemos encontrar que actúa como un supresor del apetito.
La evidencia reciente ha sugerido que puede desempeñar un papel importante en la inducción de tolerancia a los opiáceos como la morfina y la heroína, y está relacionada en parte a experiencias de hipersensibilidad al dolor durante el síndrome de abstinencia por opiáceos.

## Funciones
Su función es la secreción de enzimas del páncreas y de bilis almacenada en la vesícula biliar hacia el duodeno, produciendo que se contraiga, estimulando la relajación y apertura del esfínter de Oddi (canal que conecta el páncreas y el conducto colédoco con el duodeno). Esta participa en la regulación hormonal o endocrina de la digestión en la cual también participan otras hormonas como la gastrina y la secretina.
También estimula la liberación de la enterocinasa en los Enterocitos
Es producida por las células I del duodeno, bajo estímulos como ácidos grasos y aminoácidos, ocasiona el retardo del vaciamiento gástrico, y la contracción de la vesícula biliar para que esta se contraiga y vierta la bilis para iniciar con la absorción de las grasas (formación de micelas). Al pasar el quimo por el duodeno cesa el estímulo.
La apelina estimula su secreción.
Además, es responsable de la somnolencia postprandial, que ayuda a evitar la hipotensión después de las comidas.